# Chemed
Chemed (hebrejsky חֶמֶד, v oficiálním přepisu do angličtiny Hemed) je vesnice typu mošav v Izraeli, v Centrálním distriktu, v Oblastní radě Emek Lod.

## Geografie
Leží v nadmořské výšce 28 metrů v hustě osídlené a zemědělsky intenzivně využívané pobřežní nížině. Východně od vesnice protéká Nachal Ajalon.
Obec se nachází 9 kilometrů od břehu Středozemního moře, cca 9 kilometrů jihovýchodně od centra Tel Avivu, cca 45 kilometrů severozápadně od historického jádra Jeruzalému a 8 kilometrů severozápadně od města Lod. Leží v silně urbanizovaném území, v jihovýchodní části aglomerace Tel Avivu. 4 kilometry východním směrem od mošavu se rozkládá Ben Gurionovo mezinárodní letiště. Chemed obývají Židé, přičemž osídlení v tomto regionu je etnicky převážně židovské.
Chemed je na dopravní síť napojen pomocí místní silnice číslo 412. Jižně od mošavu probíhá dálnice číslo 1 z Tel Avivu do Jeruzalému. Paralelně s ní vede rovněž železniční trať do města Lod, ze které se zde odpojuje ještě železniční linie směřující na letiště. Ani jedna trať ale nemá v mošavu stanici.

## Dějiny
Chemed byl založen v roce 1950. Jejími zakladateli byla skupina 120 nábožensky orientovaných Židů z Rumunska a Polska – veteránů izraelské armády z bojů během války za nezávislost v letech 1948–1949. Jméno mošavu je akronymem organizace Chajalim Mešuchrarim Datijim, sdružující náboženské veterány. Dle jiných zdrojů byli mezi zakladateli i Židé z Československa.
Vesnice je napojena na náboženské sionistické hnutí ha-Po'el ha-Mizrachi. Správní území obce dosahuje cca 1400 dunamů (1,4 kilometru čtverečního). Většina obyvatel za prací dojíždí, jen malá část ze zabývá zemědělstvím v mošavu. Vedení vesnice plánuje výraznou stavební expanzi, která má sestávat ze 100 nových rodinných domů.
V obci jsou dvě charedi ješivy – Ma'or Jicchak a Chemdat Šlomo.

## Demografie
Podle údajů z roku 2014 tvořili naprostou většinu obyvatel v Chemed Židé (včetně statistické kategorie "ostatní", která zahrnuje nearabské obyvatele židovského původu ale bez formální příslušnosti k židovskému náboženství).
Jde o menší obec vesnického typu s dlouhodobě výrazně rostoucí populací. K 31. prosinci 2014 zde žilo 1124 lidí. Během roku 2014 populace stoupla o 1,4 %.
| Rok            | 1961 | 1972 | 1983 | 1995 | 2001 | 2003 | 2004 | 2005 | 2006 | 2007 | 2008 | 2009 | 2010 | 2011 | 2012 | 2013 | 2014 |
| -------------- | ---- | ---- | ---- | ---- | ---- | ---- | ---- | ---- | ---- | ---- | ---- | ---- | ---- | ---- | ---- | ---- | ---- |
| Počet obyvatel | 465  | 407  | 398  | 479  | 511  | 520  | 551  | 551  | 563  | 576  | 615  | 902  | 863  | 1013 | 1068 | 1108 | 1124 |